# Спор гармонии с изобретением
Спор гармонии с изобретением, также «Опыт гармонии и изобретения» (итал. Il cimento dell’armonia e dell’inventione) — сборник из 12 концертов для скрипки, струнных и basso continuo Антонио Вивальди. Восемь из них имеют тематические заголовки, четыре — без каких-либо заголовков. Концерты написаны между 1723 и 1725 годами и опубликованы в 1725 году как соч. 8. Первые четыре концерта сборника известны как цикл «Времена года» (итал. Le quattro stagioni).
Сборник опубликован в амстердамской мастерской Мишеля-Шарля Ле Сена и посвящён Вацлаву (Венцелю), графу фон Морцину, советнику Карла VI, императора Священной Римской империи (не путать с Карлом Йозефом, графом фон Морцином, благодетелем Йозефа Гайдна).

## Список концертов
- Концерт № 1 ми мажор, «La primavera» (Весна), RV 269
- Концерт № 2 соль минор, «L’estate» (Лето), RV 315
- Концерт № 3 фа мажор, «L’autunno» (Осень), RV 293
- Концерт № 4 фа минор, «L’inverno» (Зима), RV 297
- Концерт № 5 ми-бемоль мажор, «La tempesta di mare» (Буря на море), RV 253
- Концерт № 6 до мажор, «Il piacere» (Удовольствие), RV 180
- Концерт № 7 ре минор, «Per Pisendel» (Для Пизенделя), RV 242
- Концерт № 8 соль минор, RV 332
- Концерт № 9 ре минор, RV 236 (версия для скрипки) / RV 454 (версия для гобоя)
- Концерт № 10 си-бемоль мажор, «La caccia» (Охота), RV 362
- Концерт № 11 ре мажор, RV 210
- Концерт № 12 до мажор, RV 178 (версия для скрипки) / RV 449 (версия для гобоя)